# Society of Exploration Geophysicists
Die Society of Exploration Geophysicists (SEG) ist eine 1930 in Houston, Texas, gegründete Non-Profit-Organisation zur Förderung der Anwendung der Geophysik vor allem in der Rohstoffexploration. Ihre Geschäftsstelle ist in Tulsa, Oklahoma.
Die meisten der rund 28.000 Mitglieder aus rund 130 Ländern sind in der Erdölexploration, die Gesellschaft umfasst aber zusätzlich Anwendungen der Geophysik zum Beispiel in Ingenieurgeologie, Umweltgeologie, Archäologie.

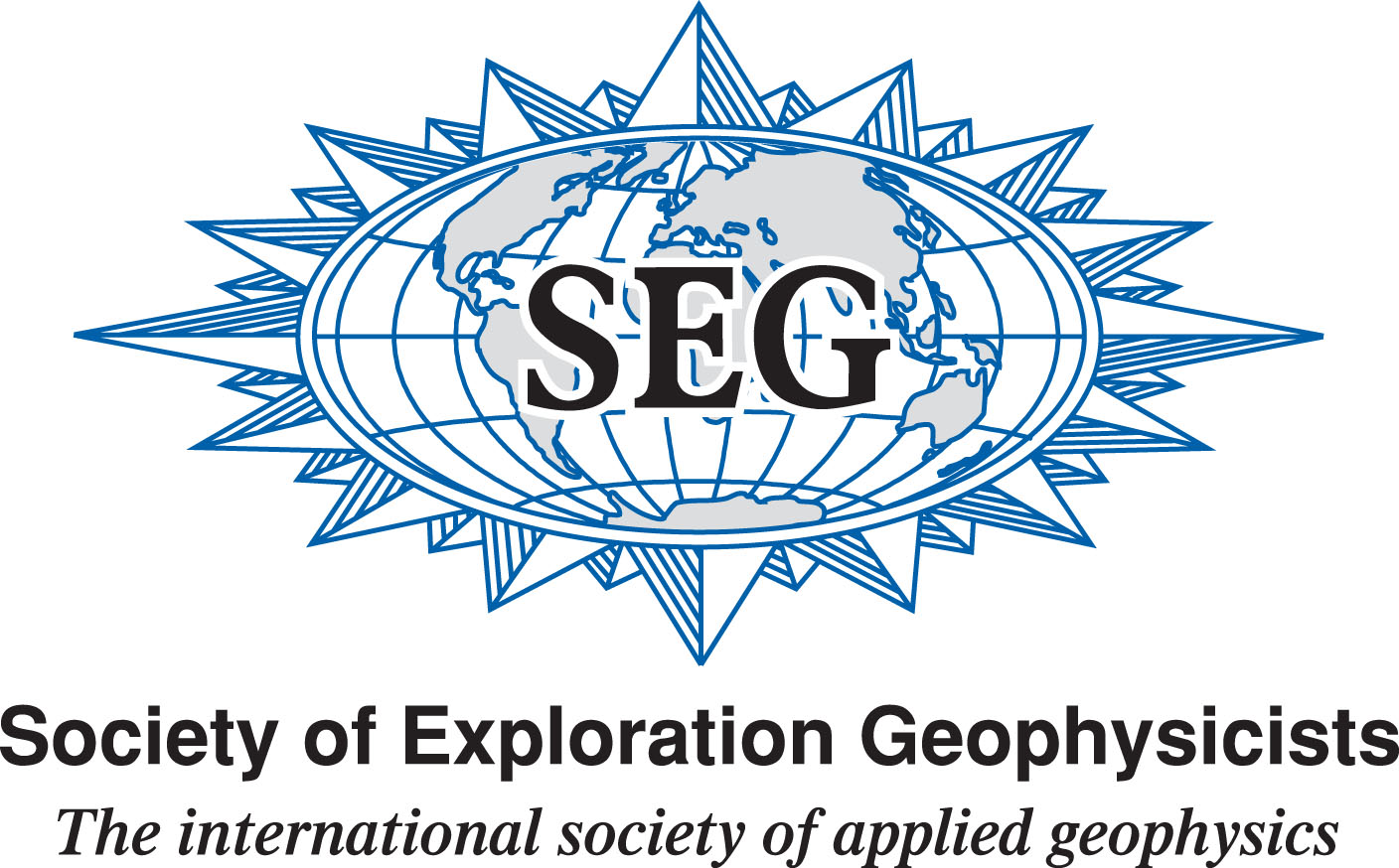
Logo der SEG

Sie veröffentlichen die Zeitschrift The Leading Edge (TLE) und das wissenschaftliche (Peer-Review) Journal Geophysics (seit 1936 monatlich). Sie haben ein Komitee für technische Standards in der Geophysik und sind in der Fortbildung ihrer Mitglieder aktiv. Bis 1955 hatten sie ihre jährliche Hauptversammlung mit der AAPG, danach unabhängig.